# 黑伦塔尔
黑伦塔尔是德国北莱茵-威斯特法伦州的一个市镇。总面积137.83平方公里，总人口8163人，其中男性4134人，女性4029人（2011年12月31日），人口密度59人/平方公里。